# جاسم العشبان
جاسم محمد العشبان، لاعب كرة قدم سعودي يلعب حالياً في نادي الخلود.

## مسيرة اللاعب
لعب في نادي النهضة ونادي الدرعية ونادي الخلود.